# 대한민국 형사소송법 제255조
대한민국 형사소송법 제255조는 공소의 취소에 대한 형사소송법의 조문이다.

## 조문
제255조(공소의 취소) ① 공소는 제1심판결의 선고 전까지 취소할 수 있다.

 ②공소취소는 이유를 기재한 서면으로 하여야 한다. 단, 공판정에서는 구술로써 할 수 있다.

第255條(公訴의 取消) ① 公訴는 第1審判決의 宣告 前까지 取消할 수 있다.
②公訴取消는 理由를 記載한 書面으로 하여야 한다. 但, 公判廷에서는 口述로써 할 수 있다.

## 참고 문헌
- 손동권 신이철, 새로운 형사소송법(초판, 2013), 세창, 2013. ISBN 9788984114081